# Elatostema decipiens
Elatostema decipiens är en nässelväxtart som beskrevs av Hugh Algernon Weddell. Elatostema decipiens ingår i släktet Elatostema och familjen nässelväxter. Inga underarter finns listade i Catalogue of Life.